# 山本巧次
山本 巧次（やまもと こうじ、1960年7月4日 -）は、日本の小説家、推理作家。和歌山県生まれ。中央大学法学部卒業。鉄道会社に勤務している。
2014年、「八丁堀ミストレス」が第13回『このミステリーがすごい!』大賞で最終候補に残るが、受賞は逃す。2015年、同作を加筆修正後、『大江戸科学捜査 八丁堀のおゆう』と改題し、宝島社文庫より『このミステリーがすごい!』大賞の隠し玉として刊行、小説家デビュー。「鉄道ミステリの新たなる旗手」と評される。

## 文学賞受賞・候補歴
- 2014年 - 「八丁堀ミストレス」で第13回『このミステリーがすごい!』大賞最終候補。
- 2018年 - 『阪堺電車177号の追憶』で第6回大阪ほんま本大賞受賞[5]。
- 2019年 - 『阪堺電車177号の追憶』で第15回酒飲み書店員大賞受賞。

## ミステリ・ランキング

### このミステリーがすごい!
- 2018年 - 『開化鐵道探偵』10位

## 作品リスト

### 単著

#### 大江戸科学捜査 八丁堀のおゆう
- 大江戸科学捜査 八丁堀のおゆう（2015年8月 宝島社文庫）
- 大江戸科学捜査 八丁堀のおゆう 両国橋の御落胤（2016年5月 宝島社文庫）
- 大江戸科学捜査 八丁堀のおゆう 千両富くじ根津の夢（2016年12月 宝島社文庫）
- 大江戸科学捜査 八丁堀のおゆう 北斎に聞いてみろ（2017年10月 宝島社文庫）
- 大江戸科学捜査 八丁堀のおゆう ドローン江戸を翔ぶ（2018年10月 宝島社文庫）
- 大江戸科学捜査 八丁堀のおゆう 北からの黒船（2019年11月 宝島社文庫）
- 大江戸科学捜査 八丁堀のおゆう 妖刀は怪盗を招く（2020年10月 宝島社文庫）
- 大江戸科学捜査 八丁堀のおゆう ステイホームは江戸で（2021年11月 宝島社文庫）
- 大江戸科学捜査 八丁堀のおゆう 司法解剖には解体新書を（2022年11月 宝島社文庫）
- 大江戸科学捜査 八丁堀のおゆう 抹茶の香る密室草庵（2023年11月 宝島社文庫）
- 大江戸科学捜査 八丁堀のおゆう 殺しの証拠は未来から（2024年11月 宝島社文庫）

#### 開化鐵道探偵
- 開化鐵道探偵（2017年5月 ミステリ・フロンティア / 2021年2月 創元推理文庫）
- 開化鐵道探偵 第一〇二列車の謎（2018年12月 ミステリ・フロンティア / 2021年8月 創元推理文庫）

#### 江戸の闇風
- 江戸の闇風〜黒桔梗 裏草紙〜（2018年12月 幻冬舎時代小説文庫）
- 花伏せて 江戸の闇風 二（2020年2月 幻冬舎時代小説文庫）

#### 江戸美人捕物帳 入舟長屋のおみわ
- 江戸美人捕物帳 入舟長屋のおみわ（2020年12月 幻冬舎時代小説文庫）
- 江戸美人捕物帳 入舟長屋のおみわ 夢の花（2021年6月 幻冬舎時代小説文庫）
- 江戸美人捕物帳 入舟長屋のおみわ 春の炎（2021年12月 幻冬舎時代小説文庫）
- 江戸美人捕物帳 入舟長屋のおみわ ふたつの星（2022年6月 幻冬舎時代小説文庫）
- 江戸美人捕物帳 入舟長屋のおみわ 紅葉の家（2022年12月 幻冬舎時代小説文庫）
- 江戸美人捕物帳 入舟長屋のおみわ 隣人の影（2023年6月 幻冬舎時代小説文庫）
- 江戸美人捕物帳 入舟長屋のおみわ 長屋の危機（2023年12月 幻冬舎時代小説文庫）

#### 定廻り同心 新九郎、時を超える
- 鷹の城（2021年4月 光文社）
  - 【改題】鷹の城 定廻り同心 新九郎、時を超える（2023年9月 光文社文庫）
- 岩鼠の城 定廻り同心 新九郎、時を超える（2023年10月 光文社文庫）
- 蟷螂の城 定廻り同心 新九郎、時を超える（2024年9月 光文社文庫）

#### まやかしうらない処
- まやかしうらない処 信じる者は救われる（2022年9月 小学館文庫）
- まやかしうらない処 災い転じて福となせ（2022年10月 小学館文庫）

#### 戦国快盗 嵐丸
- 戦国快盗 嵐丸 今川家を狙え（2024年6月 講談社文庫）
- 戦国快盗 嵐丸 朝倉家をカモれ（2025年1月 講談社文庫）

#### 奥様姫様捕物綴り
- 奥様姫様捕物綴り 1 甘いものには棘がある（2024年7月 双葉文庫）
- 奥様姫様捕物綴り 2 本読む者は人目を忍べ（2025年1月 双葉文庫）

#### その他の作品
- 阪堺電車177号の追憶（2017年9月 ハヤカワ文庫JA）
  - 収録作品：二階の手拭い / 防空壕に入らない女 / 財布とコロッケ / 二十五年目の再会 / 宴の終わりは幽霊電車 / 鉄チャンとパパラッチのポルカ
- 軍艦探偵（2018年4月 ハルキ文庫）
- 途中下車はできません（2019年7月 小学館）
  - 収録作品：富良野線 美馬牛駅 / 釧網本線 北浜駅 / 宗谷本線 音威子府駅 / 根室本線 落石駅 / 函館本線 札幌駅 / 富良野線 美馬牛駅
- 希望と殺意はレールに乗って アメかぶ探偵の事件簿（2020年1月 講談社）
- 留萌本線、最後の事件 トンネルの向こうは真っ白（2020年4月 ハヤカワ文庫JA）
- 早房希美の謎解き急行（2020年9月 双葉文庫）
  - 収録作品：遮断機のくぐり抜けは大変危険です / 雨の日は御足元に充分ご注意ください / 危険物の持ち込みはお断りしております / 痴漢は犯罪です / 特急のご乗車には特急券が必要です
- 満鉄探偵 欧亜急行の殺人（2022年1月 PHP文芸文庫）
- 乳頭温泉から消えた女（2022年4月 集英社文庫）
- 急行霧島 それぞれの昭和（2023年5月 ハヤカワ文庫JA）
- 災厄の宿（2024年1月 集英社文庫）
- 千夏の光 蘭学小町の捕物帖（2024年12月 幻冬舎時代小説文庫）

### アンソロジー
「」内が山本巧次の作品
- 5分で読める！ ひと駅ストーリー 旅の話（2015年12月 宝島社文庫）「しらさぎ14号の悪夢」
- 10分間ミステリー THE BEST（2016年9月 宝島社文庫）「その朝のアリバイは」
- 3分で読める！ コーヒーブレイクに読む喫茶店の物語（2020年6月 宝島社文庫）「シュテファン広場のカフェ」
- 3分で仰天！ 大どんでん返しの物語（2023年1月 宝島社文庫）「シュテファン広場のカフェ」
- どうした、家康（2023年1月 講談社文庫）「長久手の瓢」
- 3分で読める！ ティータイムに読むおやつの物語（2023年4月 宝島社文庫）「饅頭一つは災いのもと」

## メディア・ミックス

### テレビドラマ
- 『このミス』大賞ドラマシリーズ 時空探偵おゆう 大江戸科学捜査（2019年7月5日 - 8月23日、全8話、関西テレビ「カンテレドラマらぼ」枠、主演：佐久間由衣、原作：大江戸科学捜査 八丁堀のおゆう）[6]

### ラジオドラマ
- 阪堺電車177号の追憶（2020年4月6日 - 10日・13日 - 17日、全10回、NHK-FM放送「青春アドベンチャー」）